# تشيب بيلي
تشيب بيلي (بالإنجليزية: Chip Bailey)‏ هو نقابي نيوزيلندي، ولد في 16 مارس 1921 في بلنهيم في نيوزيلندا، وتوفي في 1963 في دنيدن في نيوزيلندا.